# Ursula Lingen
Pour les articles homonymes, voir Lingen (homonymie).
Ursula Lingen, née le 9 février 1928 à Berlin et morte le 20 octobre 2014 à Vienne, est une actrice autrichienne.

## Biographie et carrière
Ursula Lingen est la fille de l’acteur Theo Lingen et de l’actrice Marianne Zoff (la première épouse de Bertolt Brecht). La fille de Zoff, l’actrice Hanne Hiob, était la demi-sœur d’Ursula Lingen.
Elle fut mariée à l’acteur et réalisateur Kurt Meisel.

## Filmographie partielle

### Films

#### Au cinéma
- 1944 : Es fing so harmlos an : une jeune femme
- 1948 : Hin und her : la Princesse Marina de Laponie / Lilly Dore
- 1949 : Das Tor zum Paradies : Mena
- 1949 : L'Or blanc de Eduard von Borsody : Maggie, dessinatrice en construction
- 1951 : Johannes und die 13 Schönheitsköniginnen : Ramona, Miss Espagne
- 1951 : Tanz ins Glück : Inez Cavalcante
- 1956 : Régine de Harald Braun : Rita Carsten
- 1956 : Der Mustergatte de Erik Ode : Alma Sedlmayr

#### A la télévision
- - 1966 : Die rote Rosa, téléfilm de Franz Josef Wild : Rosa Luxemburg

### Séries télévisées
- 1979 : Derrick : Lena (Lena) :Lena
- 1984 : Derrick : Maître Prestel (Stellen Sie sich vor, man hat Dr. Prestel erschossen) : Dora Kolberg
- 1985 : Derrick :  La nuit de la mort (Die Nacht, in der Ronda starb) : Hannelore Schenk
- 1992 : Derrick : Une journée à Munich (Die Reise nach München) : Mme Holzinger
- 1993 : Derrick : Requiem pour un destin (Melodie des Todes) : Helene Schulze-Westorp
- 1984 : Derrick : Trop d'amour (Teestunde mit einer Mörderin) : Agnes Ortner